# Carmelo del Pozo
Carmelo del Pozo Escribano (Segovia, España, 2 de julio de 1969) más conocido como Carmelo del Pozo, es un preparador físico y director deportivo de fútbol español.

## Trayectoria
Desde 1998 a 2001 formó parte del cuerpo técnico de Juande Ramos en el Rayo Vallecano, donde ejerció como preparador físico. 
En la temporada 2001-02, sería preparador físico de Juande Ramos en el Real Betis Balompié.
Comenzó la temporada 2002-03, como preparador físico del RCD Espanyol pero en octubre de 2002, tras la destitución de Juande Ramos, salió del club perico. 
En la temporada 2003-04, trabajaría como entrenador de rehabilitación Real Betis Balompié, donde ejercería durante dos temporadas.
En la temporada 2005-06, firma como preparador físico del Polideportivo Ejido, para regresar en julio de 2006 al Real Betis Balompié para ocupar el mismo cargo.
En julio de 2007, firma como preparador físico del Alicante CF donde trabaja hasta diciembre del mismo año, cuando regresa al Real Betis Balompié para ejercer como preparador físico hasta junio de 2009.
En la temporada 2009-10, se convierte en segundo entrenador de Pepe Mel en el Rayo Vallecano, trabajando hasta el 16 de febrero de 2010, cuando sería nombrado director deportivo del club de Vallecas.
En julio de 2011, firma como director deportivo del Hércules CF, donde trabaja hasta marzo de 2013.
El 11 de marzo de 2013, firma como preparador físico del Real Oviedo, ocupando el cargo hasta el 4 de marzo de 2014, cuando firma como director deportivo del club carbayón. Carmelo sería director deportivo del Real Oviedo hasta el 25 de abril de 2016.
En la temporada 2016-17, firma como secretario técnico del Levante UD, donde trabaja hasta mayo de 2018.
El 7 de mayo de 2018, firma como secretario técnico del Deportivo de la Coruña, donde trabaja hasta el 17 de enero de 2020.
En julio de 2020, firma como director deportivo del Hércules CF, cargo que ocupa durante dos temporadas.

## Clubes

### Como preparador físico y segundo entrenador
| Club                           | País   | Año       |
| ------------------------------ | ------ | --------- |
| Rayo Vallecano                 | España | 1998-2001 |
| Real Betis Balompié            | España | 2001-2002 |
| RCD Espanyol                   | España | 2002      |
| Real Betis Balompié            | España | 2003-2005 |
| Polideportivo Ejido            | España | 2005-2006 |
| Real Betis Balompié            | España | 2006-2007 |
| Alicante CF                    | España | 2007      |
| Real Betis Balompié            | España | 2007-2009 |
| Rayo Vallecano (2º entrenador) | España | 2009-2010 |
| Real Oviedo                    | España | 2013-2014 |

### Como director deportivo
| Club                   | País   | Año       |
| ---------------------- | ------ | --------- |
| Rayo Vallecano         | España | 2010-2011 |
| Hércules CF            | España | 2011-2013 |
| Real Oviedo            | España | 2014-2016 |
| Levante UD             | España | 2016-2018 |
| Deportivo de la Coruña | España | 2018-2020 |
| Hércules CF            | España | 2020-2022 |

Valencia C.F 2023-actual